# Laval-Morency
Laval-Morency ist eine französische Gemeinde mit 233 Einwohnern (Stand: 1. Januar 2022) im Département Ardennes in der Region Grand Est (bis 2015 Champagne-Ardenne). Sie gehört zum Arrondissement Charleville-Mézières, zum Kanton Rocroi und zum Gemeindeverband Vallées et Plateau d’Ardenne.

## Geografie
Die Gemeinde liegt an der Sormonne im 2011 gegründeten Regionalen Naturpark Ardennen. Umgeben wird Laval-Morency von den Nachbargemeinden Blombay im Westen, Chilly im Nordwesten, Tremblois-lès-Rocroi im Nordosten, Le Châtelet-sur-Sormonne im Osten sowie von der im Kanton Signy-l’Abbaye gelegenen Gemeinde L’Échelle im Süden.

## Geschichte
Das Dorf wurde zu Beginn des 13. Jahrhunderts durch das Domkapitel der Kathedrale von Reims gegründet.
Während des Französisch-Spanischen Krieges (1635–1659) wurde der Ort im September 1642 niedergebrannt.

## Bevölkerungsentwicklung
| Jahr                       | 1962 | 1968 | 1975 | 1982 | 1990 | 1999 | 2007 | 2018 |
| Einwohner                  | 312  | 276  | 226  | 225  | 224  | 232  | 243  | 243  |
| Quellen: Cassini und INSEE |      |      |      |      |      |      |      |      |

## Sehenswürdigkeiten

Kirche Saint-Étienne

- Kirche Saint-Étienne